# Helina fluocharis
Helina fluocharis är en tvåvingeart som beskrevs av Shinonaga och Tadao Kano 1984. Helina fluocharis ingår i släktet Helina och familjen husflugor. Inga underarter finns listade i Catalogue of Life.